# Daniel 9
Daniel 9 sau Profeția celor șaptezeci de săptămâni este al nouălea capitol al Cărții lui Daniel din Vechiul Testament. În acest capitol, Daniel se roagă lui Dumnezeu să acționeze în numele poporului și al orașului său (Iudei și Ierusalim) și primește o profeție detaliată, dar criptică a celor „șaptezeci de săptămâni” de la îngerul Gabriel. Profeția a fost subiectul „activității exegetice intense” încă din perioada celui de-al Doilea Templu. James Alan Montgomery s-a referit la istoria interpretării acestei profeții drept „mlaștina tristă” a exegezei critice.

## Rezumat
În Cartea lui Daniel, Daniel citește în „cărți” că pustiirea Ierusalimului trebuie să dureze șaptezeci de ani, conform cuvintelor profetice ale lui Ieremia (versetul 2), și se roagă ca Dumnezeu să acționeze în numele poporului și al orașului său (vers. 3–19). Îngerul Gabriel apare și îi spune lui Daniel că a venit să ofere înțelepciune și înțelegere, pentru că la începutul rugăciunii lui Daniel a ieșit un „cuvânt” și Gabriel a venit să declare această revelație (versetele 20–23):

### Versetul 24
Șaptezeci de săptămâni au fost hotărâte asupra poporului tău și asupra cetății tale celei sfinte, până la încetarea fărădelegilor, până la ispășirea păcatelor, până la ispășirea nelegiuirii, până la aducerea neprihănirii veșnice, până la pecetluirea vedeniei și a prorociei și până la ungerea Sfântului sfinților.

### Versetul 25
Să știi dar și să înțelegi că, de la darea poruncii pentru zidirea din nou a Ierusalimului până la Unsul (Mesia), la Cârmuitorul, vor trece șapte săptămâni; apoi timp de șaizeci și două de săptămâni, piețele și gropile vor fi zidite din nou, și anume în vremuri de strâmtorare.

### Versetul 26
După aceste șaizeci și două de săptămâni, Unsul va fi stârpit și nu va avea nimic. Poporul unui domn care va veni va nimici cetatea și Sfântul Locaș, și sfârșitul lui va fi ca printr-un potop; este hotărât că războiul va ține până la sfârșit și împreună cu el și pustiirile.

### Versetul 27
El va face un legământ trainic cu mulți timp de o săptămână, dar la jumătatea săptămânii va face să înceteze jertfa și darul de mâncare și pe aripa urâciunilor idolești va veni unul care pustiește, până va cădea asupra celui pustiit prăpădul hotărât.”
— Daniel 9:24–27
Profeția rezultată este una dintre cele mai controversate din Cartea lui Daniel. Au fost prezentate multe propuneri, dar niciuna nu oferă date de importanță istorică atunci când sunt proiectate cu 490 (7 x 70) de ani în viitor și, ca urmare, nu există un consens. Este posibil ca autorul cărții lui Daniel să fi avut pur și simplu o înțelegere greșită a poveștii, dar este mai probabil ca schema lui să fie o alegorie sacră: 7 este numărul biblic care simbolizează perfecțiunea cerească, 70 reprezintă perfecțiunea supremă și la sfârșitul acestei timp, Dumnezeu va aduce și împărăția cerească veșnică și desăvârșită.
Savanții sunt de acord că „șapte” par să însemne „ani”. Prin urmare, 70 X 7 = 490 de ani. Deși creștinii se referă în mod obișnuit la perioada în care Dumnezeu aduce neprihănirea veșnică ca fiind de 70 de săptămâni, ele înseamnă cu adevărat 70 X 7 ani. Profeția împarte acești 490 de ani în câteva moduri.
- 49 de ani (7 X 7): Timpul necesar pentru a reconstrui Ierusalimul de când babilonienii l-au distrus (Daniel 9:25), care apare în Cartea lui Neemia.
- 434 de ani (62 X 7): Un timp desemnat pentru așteptarea Unsului (Daniel 9:26). Cel Uns pare să însemne Iisus, aici.
- După cei 434 de ani: L-au omorât pe Uns și au nimicit orașul. Prima jumătate a acesteia face aluzie la moartea lui Isus pe cruce. Romanii au distrus Ierusalimul în anul 70 d.Hr., inclusiv templul, care fusese reconstruit în Cartea lui Neemia.
- Ultimul an (1 X 7): De obicei, se referă la perioada necazului, care se întâmplă în Apocalipsa, când antihrist vine, îi persecută pe creștini și Isus se întoarce pentru a doua Sa venire. Teologii contestă dacă am ajuns sau nu încă la a 70-a săptămână.[6]